# The Girl with the Jazz Heart
The Girl with the Jazz Heart è un film muto del 1921 diretto da Lawrence C. Windom che aveva come interprete principale Madge Kennedy. La sceneggiatura di Philip Lonergan e George Mooser si basa su un omonimo racconto di Robert Terry Shannon pubblicato su All-Story Magazine il 6 marzo 1920.

## Trama

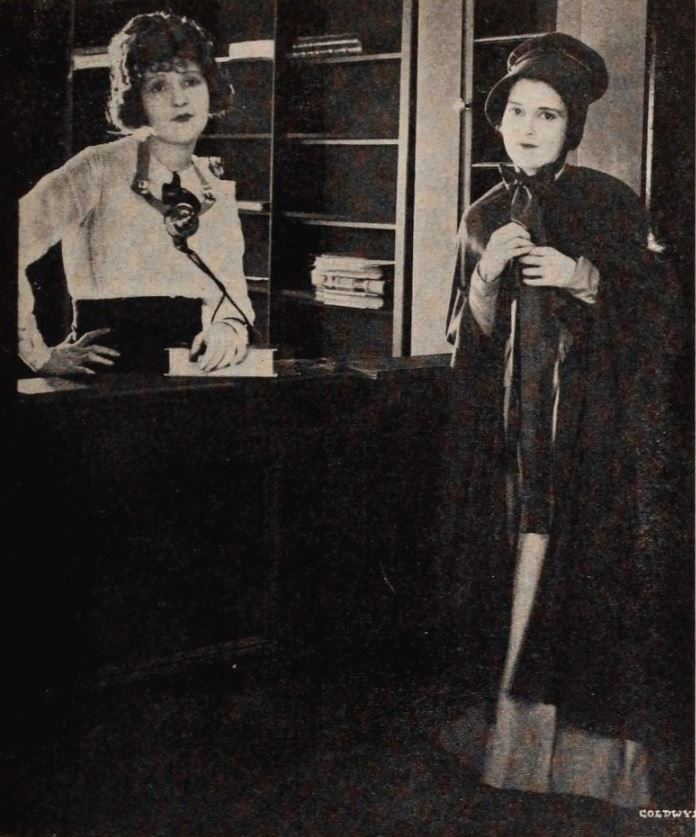
Madge Kennedy in versione flapper e versione bigotta

Gli zii bigotti di Miriam cercano di spingerla a sposare il pio e timorato Simeon Althoff, ma la ragazza, dopo avere risposto a un annuncio matrimoniale apparso sul giornale, se ne scappa a New York. Venendo a sapere che Miles Sprague, l'uomo dell'annuncio, sta venendo per conoscerla, Miriam si spaventa e chiede aiuto all'amica Kitty Swasher, una tipa molto più navigata di lei che lavora come centralinista nell'albergo dove si trova Miriam. Così, quando Miles arriva, Kitty - per aiutare l'amica - si fa passare per lei e, insieme a Miles, le due ragazze se ne vanno in un locale per passarvi la serata. Nel frattempo, arrivano anche gli investigatori privati ingaggiati dagli zii per riportare a casa la nipote.  Non conoscendola di persona, scambiano Kitty per Miriam e arrestano la ragazza sbagliata. Simeon, il promesso sposo di Miriam, giunto anche lui lì, chiarisce l'equivoco, identificando la vera Miriam che viene presa e chiusa a chiave in camera. La ragazza sarà salvata dall'intervento di Kitty e di Miles del quale Miriam si è, intanto, accorta di essere innamorata.

## Produzione
Il film, girato a New York, fu prodotto dalla Goldwyn Pictures Corporation. Fonti moderne aggiungono nel cast Gilda Gray, soprannominata "la regina dello shimmy": apparve in questo e diversi altri film ballando lo shimmy, all'epoca un ballo oltremodo popolare che lei aveva contribuito a fare diventare una moda di massa.

## Distribuzione
Il copyright del film, richiesto dalla Goldwyn Pictures Corp., fu registrato il 14 agosto 1920 con il numero LP15436.
Distribuito dalla Goldwyn Pictures Corporation, il film uscì nelle sale cinematografiche statunitensi il 7 gennaio 1921. Il 7 gennaio 1922, fu distribuito come Pigen med jazz-hjertet in Danimarca; il 4 giugno 1923, uscì in Finlandia. In Francia, fu distribuito dalla Film Erka con il titolo Le Dieu shimmy.
Non si conoscono copie ancora esistenti della pellicola che viene considerata presumibilmente perduta.